# Еллергоп
Еллергоп (нім. Ellerhoop) — громада в Німеччині, розташована в землі Шлезвіг-Гольштейн. Входить до складу району Піннеберг. Складова частина об'єднання громад Ранцау.
Площа — 10,8 км2. Населення становить 1531 ос. (станом на 31 грудня 2020).